# الدوري الهولندي الدرجة الأولى 1968–69
الدوري الهولندي الدرجة الأولى 1968–1969 هو الموسم الثالث عشر من الدوري الهولندي الدرجة الأولى منذ إنشائه في عام 1956. فاز بهذا الموسم Schiedamse Voetbal Vereniging.

## الفرق
يشارك 20 نادي في الدوري: النادي الذي يحتل المرتبة الأولى في هذا الدوري يتأهل مباشرةإلى الدوري الهولندي الممتاز، تأهل في هذه الدوري Schiedamse Voetbal Vereniging.